# Арвати
Арвати (мкд. Арвати) су насеље у Северној Македонији, у јужном делу државе. Арвати припадају општини Ресан.

## Географија
Насеље Арвати је смештено у југозападном делу Северне Македоније. Од најближег већег града, Битоља, насеље је удаљено 45 km југозападно, а од општинског средишта 24 јужно.
Арвати се налазе у области Доње Преспе, области око северне обале Преспанског језера. Насеље је смештено близу источне обале Преспанског језера, док се источно од насеља почиње издизати планина Баба. Надморска висина насеља је приближно 1.000 метара.
Клима у насељу је планинска због знатне надморске висине.

## Историја
У месту се неколико векова био посед старе српске племићке породице, која се од половине 17. века по имену села, прозвала Хорват. Марко Хорват се у другој половини 17. века преселио у Аустрију, где се бавио трговином. Његов син Самуило је 1689. године добио због војничких заслуга племство, грб и посед Куртић код Арада. Њен најпознатији представник (Самуилов син) је руски генерал лајтант Јован Хорват (умро 1780), који је 1752. године основао у Русији српску насељеничку област Нова Сербија.

## Становништво
Арвати су према последњем попису из 2002. године имали 137 становника.
Претежно становништво су Албанци (62%), а остало су етнички Македонци (37%).
Већинска вероисповест је ислам, а мањинска православље.